# Blaze (roman)
Blaze är en kriminalroman  av Stephen King, publicerad 2007. Han skrev den under pseudonymen Richard Bachman. Den gavs ut i svensk översättning  2008.
King skrev ursprungligen manuskriptet till Blaze före Carrie, hans först utgivna roman (1974), erbjöd det ursprungligen till publicering samtidigt som Staden som försvann, och glömde därefter bort det många år.